# Museu Arqueològic de Tebes
El Museu Arqueològic de Tebes és un dels museus més importants de Grècia. Conté una col·lecció remarcable d'objectes procedents de les excavacions de jaciments de l'antiga Beòcia.

## Història del museu
Antonios Keramopoulos l'inaugurà al 1905 i al principi estava en un edifici de dues plantes construït en un pujol al nord de l'antiga acròpoli de Cadmea. El progressiu creixement de les col·leccions feu que s'haja hagut de traslladar a altres edificis construïts per a tal fi. El 1962 s'inaugurà un nou edifici i després es construí el museu actual que en substituí l'anterior en la part occidental del pujol i que té una àrea d'exposició de 1.000 m².

## Col·leccions
El museu conté una col·lecció d'objectes de períodes compresos entre el Paleolític i l'època otomana procedents de jaciments arqueològics de l'àrea de l'antiga Beòcia, i es distribueix en 11 seccions històriques que s'exposen en quatre grans sales, una avantsala i el pati. A més, hi ha altres sectors del museu destinats a exposicions temàtiques diverses: història de la recerca arqueològica a l'àrea, mitologia relacionada amb Beòcia, la influència cultural des de l'antiguitat fins als temps moderns, i programes educatius.

### Períodes prehistòrics
Entre els objectes exposats destaquen els de l'edat del bronze, procedents sobretot dels palaus micènics de Tebes i Orcomen, entre els quals hi ha abundant ceràmica, joies, armes, frescs i eines, així com inscripcions en lineal B. Singulars en són els segells cilíndrics orientals i els sarcòfags de Tanagra.

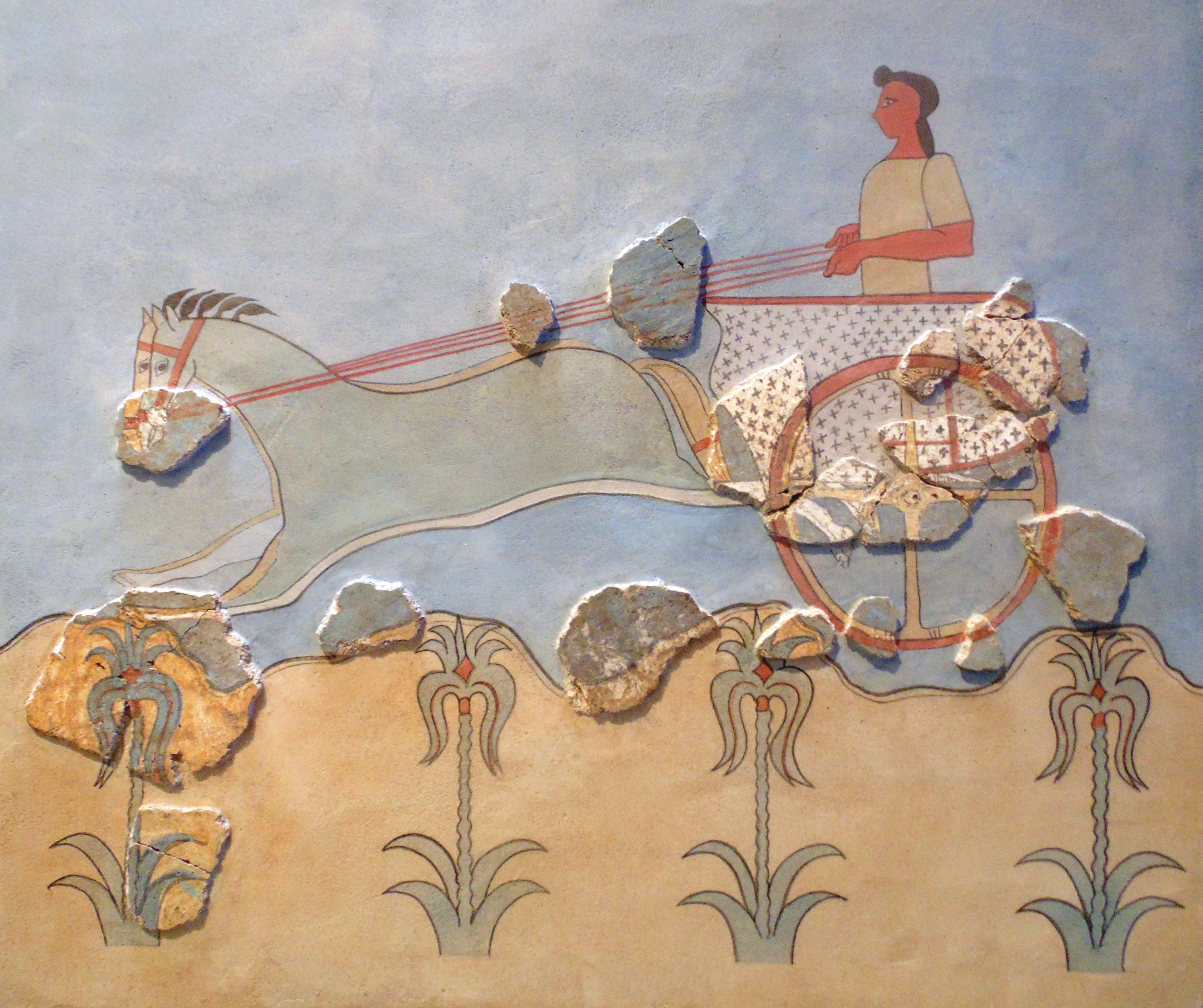
Fresc micènic (reconstruït)
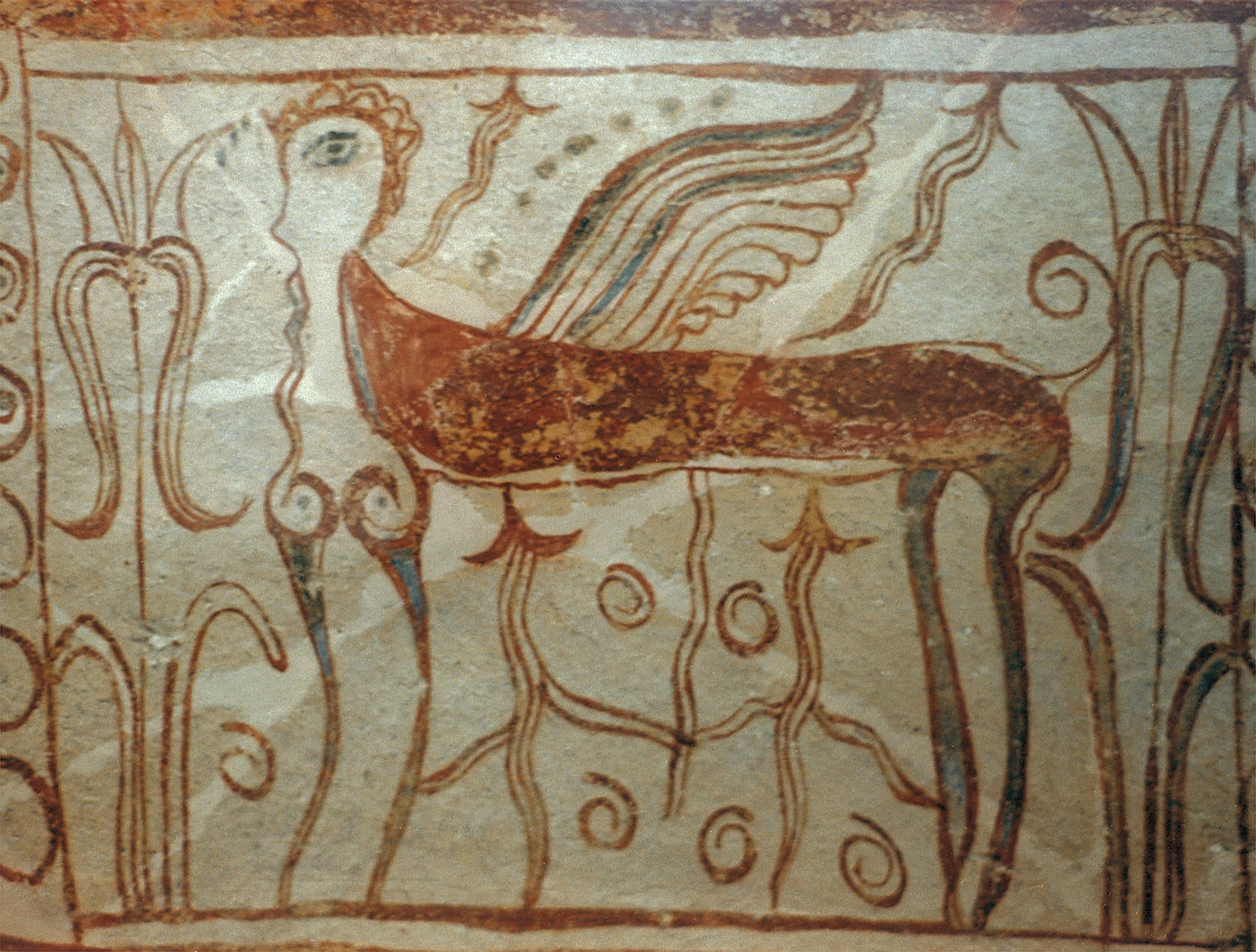
Esfinx pintada en un sarcòfag de Tanagra del període micènic
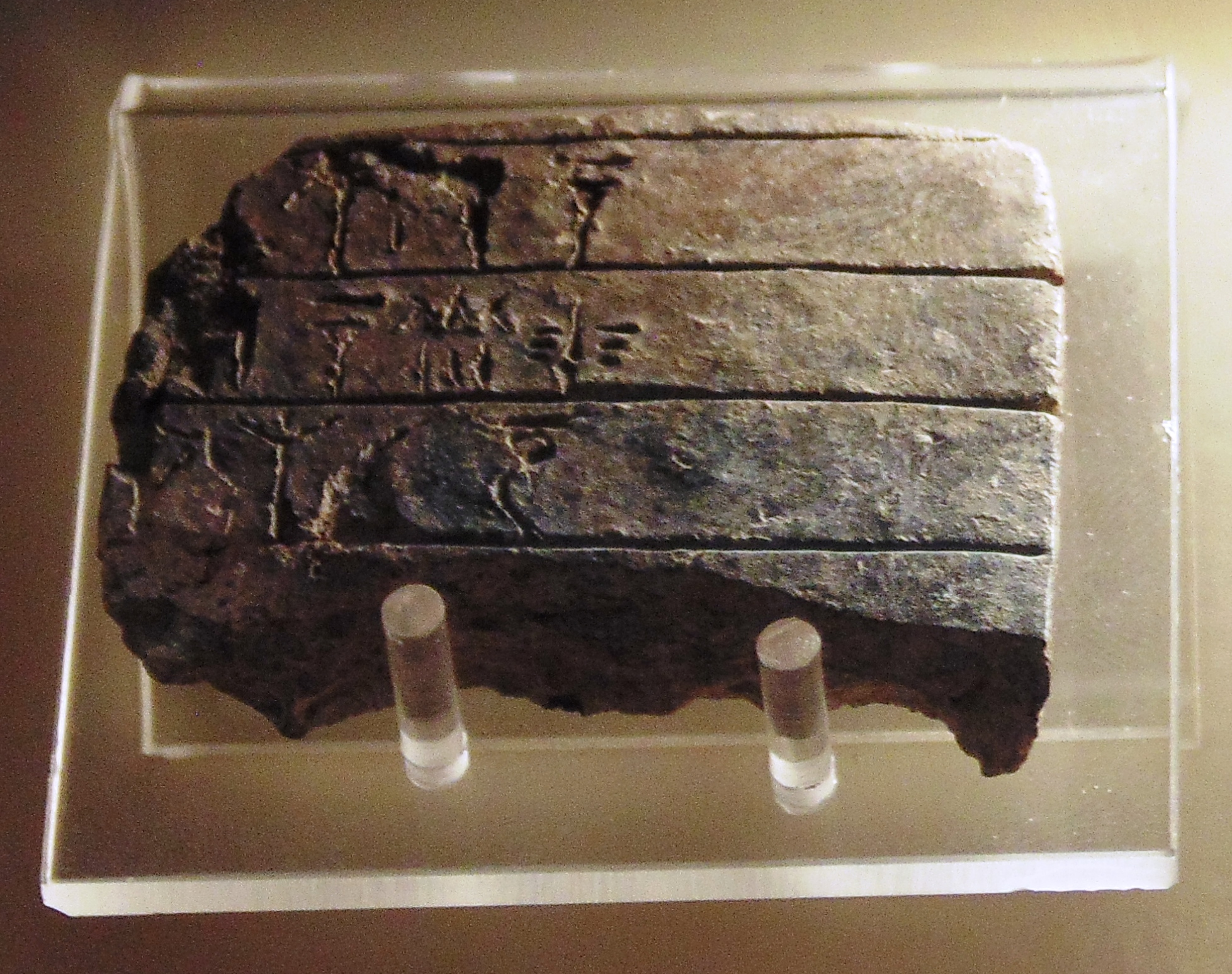
Inscripció en lineal B

### Períodes històrics
De l'època arcaica, a més d'objectes de ceràmica singulars, són remarcables els curos procedents d'Acrefias. Del període clàssic, les esteles funeràries i ofrenes votives a Hèracles a la muntanya Eta. Dels períodes hel·lenístic i romà, una sèrie de busts. Al museu també hi ha una torre d'època medieval. 

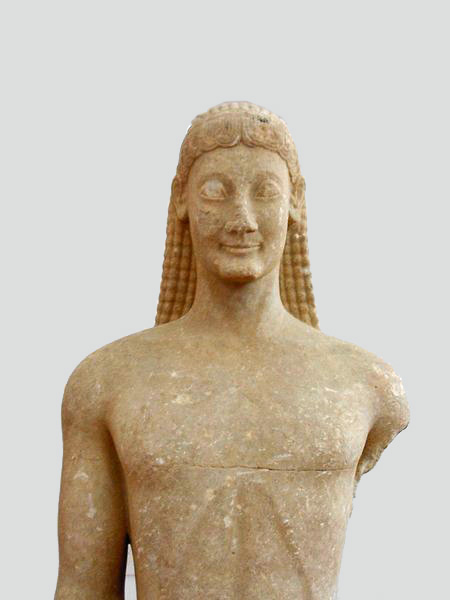
Curos arcaic del Ptoió d'Acrefias
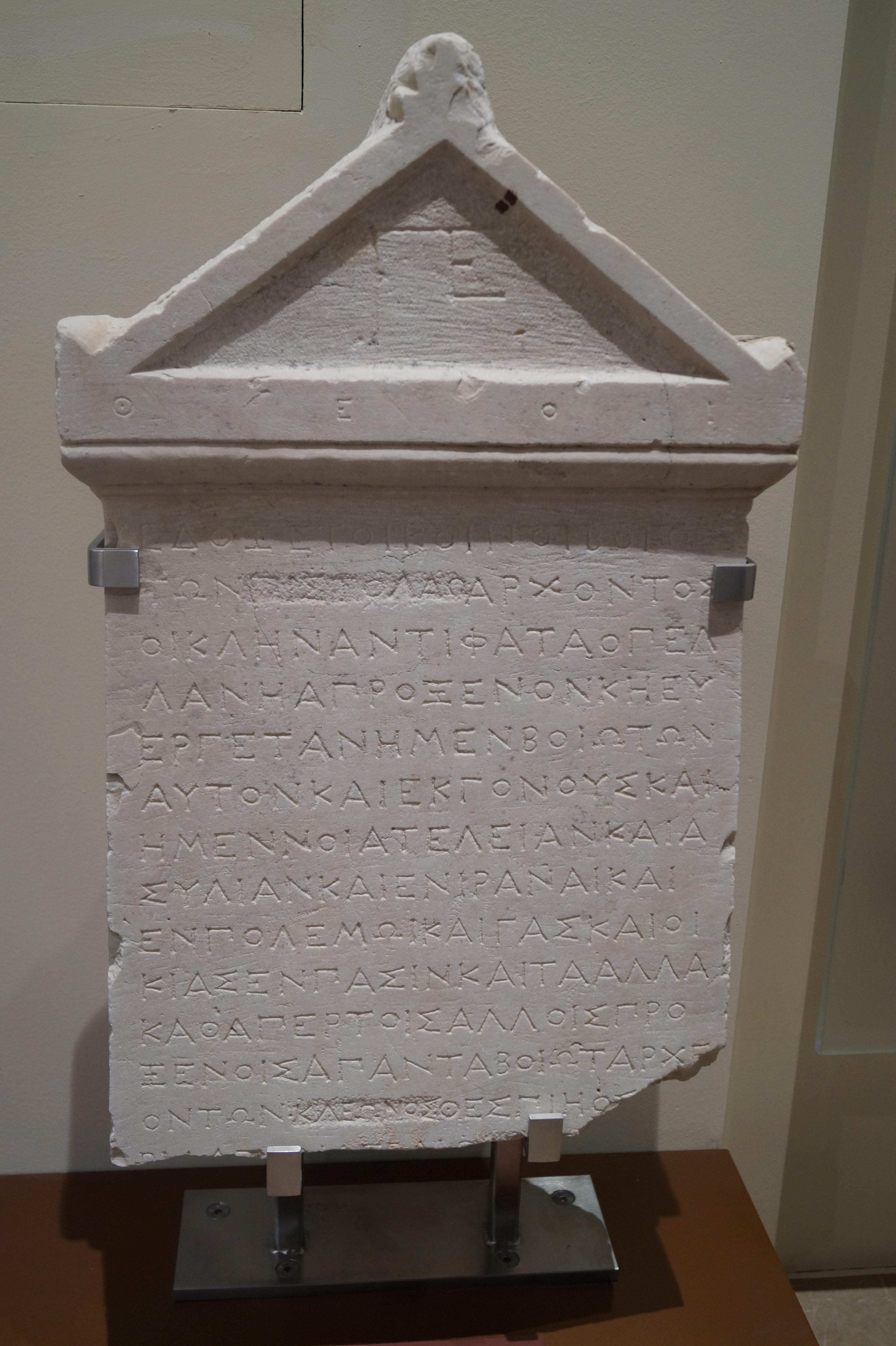
Decret de proxenia d'Onquest
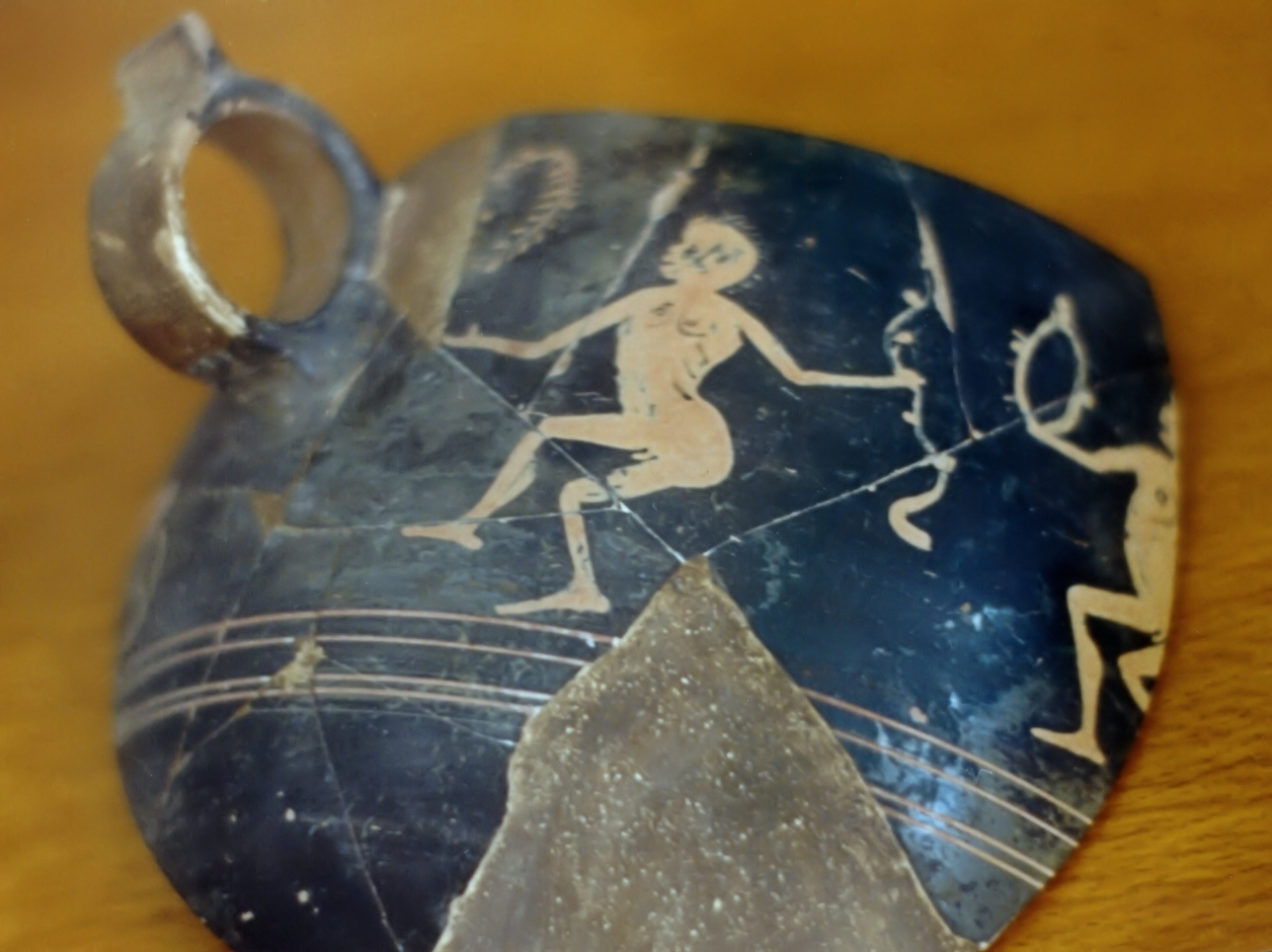
Esquif del període clàssic en què es representa una espècie de dansa ritual